# Petersberg (Hesse)
Pour les articles homonymes, voir Petersberg.
Petersberg est une municipalité allemande située dans le land de la Hesse et l'arrondissement de Fulda.

## Patrimoine
- Église Saint-Pierre.